# Macrogynoplax yupanqui
Macrogynoplax yupanqui és una espècie d'insecte plecòpter pertanyent a la família dels pèrlids.

## Descripció
- Els exemplars conservats en alcohol presenten un color blanc, tot i que hom pensa que és de color verd en vida.
- Les ales anteriors del mascle fan 12 mm de llargària.[5]

## Distribució geogràfica
Es troba a Sud-amèrica: el Perú.